# ICOM Österreich
ICOM Österreich ist das österreichische Nationalkomitee des Internationalen Museumsrates (ICOM, englisch International Council of Museums).

## Geschichte und Beschreibung
ICOM Österreich mit Sitz in Wien wurde 1948 gegründet, hat mehr als 1,900 Mitglieder und ist damit die größte österreichische Organisation für Museen und Museumsfachleute. Die Aufgaben bestehen darin, eine beratende Funktion bei den für Museumsangelegenheiten zuständigen Kontaktstellen des Bundes, der Länder und der Gemeinden einzunehmen. Darüber hinaus versteht sich ICOM Österreich als ein Netzwerk von Museumsexperten, welches Institutionen und Fachleute zusammenführen und über internationale Forschungstrends und die neuesten Entwicklungen im Museumsbereich informieren möchte.
Das Sekretariat befindet sich derzeit im Jüdischen Museum Wien. Im Dezember 2019 wurde Bettina Leidl, Direktorin des Kunst Haus Wien, als Nachfolgerin von Danielle Spera  zur Präsidentin von ICOM Österreich gewählt. Im November 2022 folgte ihr Johanna Schwanberg als ICOM Österreich-Präsidentin nach.
Gemeinsam mit dem Museumsbund Österreich verleiht ICOM Österreich das Österreichische Museumsgütesiegel an Museen.

## Publikationen
- Gemeinsam mit ICOM Deutschland, ICOM Schweiz (Hrsg.): Ethische Richtlinien für Museen. 2., überarbeitete Auflage der deutschen Version. Zürich 2010, ISBN 978-3-9523484-5-1. (PDF).